# Binomiális szavazási rendszer
A binomiális szavazási rendszer (spanyolul: Sistema binominal) egy félarányos választási rendszer, amelyet Chilében 1989 és 2013 között az ország parlamentjének megválasztására használtak.
A választási rendszerek közötti besorolás szempontjából a binomiális rendszer tulajdonképpen a D'Hondt-módszer, nyílt listával, ahol minden választókerület két (innen a rendszer neve) képviselőt választ a törvényhozó testületbe. Az a tény, hogy minden kerületben csak két jelöltet választanak, azt a sajátosságot eredményezi, hogy a második legnagyobb párt felülreprezentált lesz a parlamentben. Használatát a Pinochet-rezsim alatt alkotmányos erejű törvény írta elő.
A binomiális rendszert Lengyelországban találták fel az 1980-as években, a Wojciech Jaruzelski-rezsim alatt, a demokratizálódási folyamat politikai stabilitásának előmozdítása érdekében, megőrizve a Lengyel Egyesült Munkáspárt elsőbbségét a Szolidarność ellenzéki mozgalom felemelkedésével szemben. A rendszer itt a legtöbb elemző szerint elősegítette a konszenzust és a tárgyalásokat a szembenálló oldalak között, azonban Chileben a binomiális rendszert tartották a legfőbb alkotmányos gátnak, amely megakadályozta az ország a demokratikus átmenetének befejezését.

## Jellemzői
A rendszer a következőképpen működik: A pártok és a független jelöltek listákba vagy koalíciókba tömörülnek. Minden párt legfeljebb két jelöltet állít választókerületenként a listájára (tartományonként vagy más földrajzi egységenként) és minden választó egy jelöltre adja le a szavazatát (amivel egyszerre a jelölhöz tartózó listára is szavaz).
A szavazatokat először listánként (nem jelöltenként) számolják össze. Hacsak a legtöbb szavazatot (relatív többséget) szerző listán a szavazatok száma legalább kétszer annyi, mint a második legtöbb szavazatot szerző lista, erről a két listáról egy-egy jelölt szerez mandátumot. A listáról ekkor a több szavazatot szerző jelölt kerül hivatalba. Más szóval, a binomiális rendszer alapvetően azt jelenti, hogy minden kerületben a két (helyben) legnagyobb párt egyenlő képviseletet kap, kivéve, ha az első dupla annyi szavazatot szerez, mint a második, amikor ez a többségi párt "mindent visz", azaz mind a két mandátumot megszerezni.

### Példák

#### Működése egy választókerületben
A következő esetekben [v]-vel jelöljük azt a jelöltet, akit binomiális rendszerben megválasztanának:
|           | 1. eset | 2. eset | 3. eset | 4. eset |
| --------- | ------- | ------- | ------- | ------- |
| 1. lista  | 40%     | 50%     | 60%     | 39%     |
| 1A jelölt | 30% [v] | 30% [v] | 50% [v] | 20% [v] |
| 1B jelölt | 10%     | 20%     | 10% [v] | 19%     |
| 2. lista  | 40%     | 30%     | 30%     | 33%     |
| 2A jelölt | 22% [v] | 18% [v] | 18%     | 18% [v] |
| 2B jelölt | 18%     | 12%     | 12%     | 15%     |
| 3. lista  | 20%     | 20%     | 10%     | 28%     |
| 3A jelölt | 11%     | 11%     | 6%      | 26%     |
| 3B jelölt | 9%      | 9%      | 4%      | 2%      |

A leggyakoribb eset a 2. eset, amelyben az egyik listán a szavazatok száma magasabb, mint a másiké, de mindkettőn pontosan ugyanannyi jelöltet választanak meg, az 1A és 2A jelölteket. Abban a valószínűtlen esetben, ha mindkét lista pontosan ugyanannyi szavazatot kap, szintén mindkettő egy-egy jelöltet juttat hivatalba. Csak abban az esetben kaphat két mandátumot az 1-es lista, ha az 1. lista kétszer annyi szavazatot szerez, mint a 2. lista – még akkor is így lesz, ha a 3. esethez hasonlóan a többségi (1.) lista második megválasztott jelöltje (1B) kevesebb szavazatot szerzett, mint a 2. lista egyik jelöltje (2A). Így a rendszer megnehezíti a kisebb pártok jelöltjeinek megválasztását: a 4. esetben a 3A jelölt kapja a legtöbb szavazatot, de a binomiális rendszerben az 1A és a 2A jelölteket választják meg.

#### Összesített eredmények
Mint alább látható, a binomiális rendszer nagyban (az összes választókerületet nézve) általában úgy működik, hogy a második legnagyobb pártnak nagyjából egyenlő, vagy csak valamivel kisebb képviseletet nyújt, mint a többségnek. Továbbá, arra törekszik, hogy minden egyéb kisebbséget kizárjon a folyamatból, a gyakorlatban egy zárt kétpárti rendszert generál, amelyben rendkívül nehéz az egyik blokknak felülkerekedni a másikon. Az alábbi táblázat a 2005-ös alsó kamarai parlamenti választások választási eredményeit tartalmazza két különböző szavazási rendszerrel.
|                             | Concertación Democrática (egy balközép koalíció) | Concertación Democrática (egy balközép koalíció) | Alianza (jobboldali konzervatívok) | Alianza (jobboldali konzervatívok) | Juntos Podemos (baloldali progresszívek, ökológusok és mások) | Juntos Podemos (baloldali progresszívek, ökológusok és mások) | Fuerza regionalista mozgalom | Fuerza regionalista mozgalom |
|                             | képviselők                                       | %                                                | képviselők                         | %                                  | képviselők                                                    | %                                                             | képviselők                   | %                            |
| --------------------------- | ------------------------------------------------ | ------------------------------------------------ | ---------------------------------- | ---------------------------------- | ------------------------------------------------------------- | ------------------------------------------------------------- | ---------------------------- | ---------------------------- |
| Binomiális rendszer         | 65                                               | 54,2%                                            | 54                                 | 45,0%                              | 0                                                             | 0,0%                                                          | 1                            | 0,83%                        |
| Pártlistás arányos rendszer | 62                                               | 51,6%                                            | 46                                 | 38,3%                              | 9                                                             | 7,5%                                                          | 1                            | 0,83%                        |

## Céljai
A binomiális rendszer – a támogatói szerint – a politikai helyzet stabilitását szolgálja azáltal, hogy szinte lehetetlenné teszi egyetlen politikai tömb vagy koalíció számára, hogy egyoldalúan hozzon fontos döntéseket. Ez megakadályozza a hosszú távú személyiségközpontú populista rezsimek kialakulását, amelyek elterjedtek voltak Latin-Amerika történelmében. Azzal is érveltek, hogy elősegíti a konszenzusteremtést, a vitát és a tárgyalásokat. Végül a binomiális rendszer védelmében emlegetik, hogy ez olyan reprezentációt biztosít a legnagyobb kisebbségi tömb számára, amelyet a többségi rendszerek nem.

## Kritikák
A rendszer kritikusai azzal érvelnek, hogy az hibás demokráciát eredményez, mivel nem feltétlenül azokat a jelölteket választja meg, akik a legtöbb szavazatot kapták. Ezenkívül gyakorlatilag kizárja azokat a kisebb politikai erőket, amelyek nem tagjai a két nagy választási szövetségnek.

## További irodalom
- Siavelis, Peter M.: La lógica oculta de la selección de candidatos en las elecciones parlamentarias chilenas ", en Estudios Públicos, No.98 (2005), pp. 189-225.
- Von Baer, Ena: " Sistema Binomial: Consensos y disensos, en Reforma al Sistema Binomial chileno

## Fordítás
Ez a szócikk részben vagy egészben  a   Binomial voting című angol Wikipédia-szócikk fordításán alapul.  Az eredeti cikk szerkesztőit annak laptörténete sorolja fel. Ez a jelzés csupán a megfogalmazás eredetét és a szerzői jogokat jelzi, nem szolgál a cikkben szereplő információk forrásmegjelöléseként.